# 리멤버 미 (2010년 영화)
《리멤버 미》(영어: Remember Me)는 2010년 공개된 미국의 성장 로맨틱 드라마 영화이다.

## 줄거리
뉴욕 대학교 수업을 청강하며 학내 서점에서 일하고 있는 타일러는 일 중독 사업가 아버지 찰스와 냉랭한 사이이다. 타일러는 룸메이트 에이든과 함께 싸움에 휘말려 뉴욕 경찰국 형사인 닐 경사에게 체포됐다가 찰스가 꺼내주면서 풀려난다. 닐에게 뉴욕 대학교 재학생 딸 앨리가 있다는 걸 알게 된 에이든은 앨리와 잠자리를 가졌다가 차버려서 닐에게 되갚아주자고 제안한다.
그러나 타일러는 몇 년 전 형 마이클을 자살로 상실한 아픔을, 앨리는 10년 전 어머니가 강도를 당해 총에 맞아 사망하는 모습을 코앞에서 봐야했던 충격을 공유하고, 두 사람은 진심으로 가까워지는데...

## 출연
- 로버트 패틴슨 - 타일러 호킨스 역
- 에밀리 더래빈 - 얼리사 "앨리" 크레이그 역
- 크리스 쿠퍼 - 닐 크레이그 경사 역
- 레나 올린 - 다이앤 허시 역
- 테이트 엘링턴 - 에이든 홀 역
- 루비 제린스 - 캐럴라인 호킨스 역
- 피어스 브로스넌 - 찰스 호킨스 역
- 케이트 버턴 - 저닌 역
- 그레고리 저바라 - 레스 허시 역
- 메건 마클 - 메건 역
- 마사 플림프턴 - 앨리의 어머니 역

## 기타 제작진
- 협력 제작: 마이클 래넌
- 배역: 조애나 콜버트, 리처드 멘토
- 미술: 스콧 P. 머피
- 세트: 다이앤 레더먼
- 의상: 수전 라이올